# Каменка (Дворецкий сельсовет, Дятловский район)
Ка́менка (бел. Каменка) — деревня в Дворецком сельсовете Дятловского района Гродненской области Белоруссии. По переписи населения 2009 года в Каменке проживало 9 человек.

## Этимология
Название деревни образовано либо от названия речки, либо от признака каменистого грунта.

## География
Каменка расположена в 31 км к юго-востоку от Дятлово, 209 км от Гродно, 6 км от железнодорожной станции Выгода.

## История
В 1921—1939 годах Каменка находилась в составе межвоенной Польской Республики. В 1923 году в Каменке насчитывалось 4 хозяйства, проживало 30 человек. В сентябре 1939 года Каменка вошла в состав БССР.
В 1996 году Каменка входила в состав колхоза «Меляховичи». В деревне имелось 12 хозяйств, проживало 17 человек.